# Jamaal Torrance
Jamaal Torrance (Estados Unidos, 20 de julio de 1983) es un atleta estadounidense especializado en la prueba de 4x400 m, en la que consiguió ser campeón mundial en pista cubierta en 2010.

## Carrera deportiva
En el Campeonato Mundial de Atletismo en Pista Cubierta de 2010 ganó la medalla de oro en los relevos de 4x400 metros, llegando a meta en un tiempo de 3:03.40 segundos, por delante de Bélgica y Reino Unido (bronce). También ganó el bronce en los 400 metros, con un tiempo de 46.43 segundos, tras el bahameño Chris Brown y el cubano William Collazo (plata con 46.31 segundos).